# Stillahavs-asiatiska scoutregionen (WOSM)

Stillahavs-asiatiska scoutregionens medlemsländer; de fyra länder som saknar scouting, och de som inte är en del av regionen är gråmarkerade

Stillahavs-asiatiska scoutregionen (japanska: アジア・太平洋地域, kinesiska: 世界童軍組織亞太區) är ett regionskansli för World Organization of the Scout Movement (WOSM), med sin sätesort i Makati, Filippinerna. Regionen har även kontor i Japan och Australien. Stillahavs-asiatiska scoutregionen innefattar Asiens landområde söder om Sibirien och öster om Centralasien, och majoriteten av länderna i Stilla havet förutom Mikronesiens federerade stater, Marshallöarna och Palau, som alla tillhör den amerikanska scoutregionen.
Stillahavs-asiatiska scoutregionen har bevittnat födelser och återfödelser av nationella scoutorganisationer ända sedan regionen bildades 1956. Regionen bildades med tio grundmedlemmar, som växte till 25 medlemsländer (år 2003), av vilka 23 är fullständiga medlemmar och två är associerade medlemmar, som alla tillsammans har mer än 17 miljoner scouter. Åtta av världens 15 största scoutorganisationer är i den här regionen.